# Brits PGA Kampioenschap 2016
Het BMW PGA Championship is een golftoernooi dat deel uitmaakt van de Europese PGA Tour. Het wordt sinds 1955 jaarlijks in Engeland gehouden en sinds 1984 op de Westbaan van The Wentworth Club gespeeld. Het is na de Majors het belangrijkste evenement in Europa voor golfprofessionals.
Tijdens de spelersreceptie op dinsdag werd aan Danny Willett, winnaar van de Masters van 2016, een erelidmaatschap van de Europese Tour aangeboden. Hij werd het 50ste erelid

## Verslag
Dit is de 62ste editie van het toernooi. Er doen 150 spelers mee, inclusief zes voormalige winnaars. Rory McIlroy, die de week voor dit toernooi het Iers Open won, doet niet mee.
Ronde 1
Scott Hend en Y E Yang maakten beiden 's ochtends acht birdies en gingen met −7 samen aan de leiding. David Drysdale maakte ook acht birdies maar kwam met −2 binnen. 
Joost Luiten begon 's middags met een bogey, zoals ruim 25% van de spelers, maar in totaal maakte hij negen birdies voor een score van −7.
Ronde 2
Voor Willet was dit het eerste toernooi in eigen land na de Masters. Hij moest al om 8:15 uur starten en maakte zes birdies in de eerste negen holes. Hij eindigde zijn ronde met een score van −4 en ging daarmee aan de leiding. 's Middags moest hij de leiding delen met Hend en Yang.
Scott Jamieson maakte een hole-in-one op hole 10 en kreeg een  BMW M2.
Ronde 3
Scott Hend maakte een ronde van 73 maar bleef toch aan de leiding. Tyrrell Hatton had de laagste dagscore  en steeg naar de tweede plaats. Nicolas Colsaerts was een van de vijf spelers die onder de 70 scoorde. Lee Westwood, die voor de 23ste keer dit toernooi speelt, steeg naar de derde plaats. 
Ronde 4
Rikard Karlberg zorgde voor een verrassing, hij speelde een ronde van 65, gelijk aan het toernooirecord en zag op het scoreboard hoe Chris Wood vier birdies en een eagle in de eerste negen holes maakte en hem ruim voorbij ging. Daarna verloor Chris Wood een aantal slagen en had hij op hole 18 nog maar één slag voorsprong op Karlberg. Hij maakte een par en won.
De andere verrassing was Scott Hend, die drie rondes aan de leiding had gestaan en nu een zeer slechte ronde speelde.
Er werd tweemaal een hole-in-one gemaakt. James Morrison sloeg zijn bal op hole 14 in de hole en verdiende een BMW i8, nadat hij vier jaar geleden al een BMW verdiende. Rikard Karlberg scoorde een hole-in-one op hole 2, waar geen auto te verdienen was.

## Resultaten
Volledige scores
| Naam                 | R2D | WR  | Ronde 1 | Ronde 1 | Nr  | Ronde 2 | Ronde 2 | Ronde 2 | Nr  | Ronde 3 | Ronde 3 | Ronde 3 | Nr  | Ronde 4 | Ronde 4 | Ronde 4 | Nr  |
| -------------------- | --- | --- | ------- | ------- | --- | ------- | ------- | ------- | --- | ------- | ------- | ------- | --- | ------- | ------- | ------- | --- |
| Chris Wood           | 13  | 54  | 72      | par     | T54 | 70      | −2      | −2      | T24 | 68      | −4      | −6      | T5  | 69      | −3      | −9      | 1   |
| Rikard Karlberg      | 69  | 150 | 69      | −3      | T10 | 74      | +2      | −1      | T38 | 72      | par     | −1      | T28 | 65      | −7      | −8      | 2   |
| Danny Willett        | 1   | 9   | 66      | −6      | 4   | 68      | −4      | −10     | T1  | 76      | +4      | −6      | T5  | 71      | −1      | −7      | 3   |
| Julien Quesne        | 56  | 175 | 69      | −3      | T10 | 74      | +2      | −1      | T38 | 67      | −5      | −6      | T5  | 72      | par     | −6      | T4  |
| Romain Wattel        | 71  | 237 | 69      | −3      | T10 | 73      | +1      | −2      | T24 | 70      | −2      | −4      | T13 | 70      | −2      | −6      | T4  |
| Thomas Aiken         | 102 | 200 | 71      | −1      | T33 | 69      | −3      | −4      | T   | 70      | −2      | −6      | T5  | 72      | par     | −6      | T4  |
| Tyrrell Hatton       | 42  | 107 | 72      | par     | T54 | 70      | −2      | −2      | T24 | 66      | −6      | −8      | 2   | 75      | +3      | −5      | T7  |
| Jaco van Zyl         | 44  | 59  | 67      | −5      | T5  | 68      | −4      | −9      | 4   | 75      | +3      | −6      | T5  | 73      | +1      | −5      | T7  |
| Y E Yang             | 227 | 337 | 65      | −7      | T1  | 67      | −3      | −10     | T1  | 75      | +3      | −7      | T3  | 75      | +3      | −4      | T12 |
| Lee Westwood         | 6   | 35  | 71      | −1      | T33 | 70      | −2      | −3      | T18 | 68      | −4      | −7      | T3  | 76      | +4      | −3      | T15 |
| Scott Hend           | 16  | 85  | 65      | −7      | T1  | 69      | −3      | −10     | T1  | 73      | +1      | −9      | T1  | 78      | +6      | −3      | T15 |
| Jorge Campillo       | 39  | 235 | 71      | −1      | T33 | 67      | −5      | −6      | 5   | 75      | +3      | −3      | T18 | 72      | par     | −3      | T15 |
| Nicolas Colsaerts    | 63  | 223 | 73      | +1      | T70 | 71      | −1      | par     | T49 | 68      | −4      | −4      | T13 | 74      | +2      | −2      | T21 |
| Rafa Cabrera Bello   | 4   | 28  | 71      | −1      | T33 | 68      | −4      | −5      | T6  | 73      | +1      | −4      | T13 | 74      | +2      | −2      | T21 |
| Joost Luiten         | 8   | 65  | 65      | −7      | T1  | 74      | +2      | −5      | T6  | 73      | +1      | −4      | T13 | 75      | +3      | −1      | T25 |
| Thomas Pieters       | 25  | 64  | 71      | −1      | T33 | 70      | −2      | −3      | T18 | 74      | +2      | −1      | T28 | 72      | par     | −1      | T25 |
| Kiradech Aphibarnrat | 31  | 45  | 68      | −4      | T8  | 71      | −1      | −5      | T6  | 75      | +3      | −2      | T21 | 81      | +9      | +7      | T60 |

| Leider |  | Toernooirecord |  | MC = missed cut = cut gemist |

## Spelers
| - James Ablett - Felipe Aguilar - Thomas Aiken - Björn Åkesson - Byeong-hun An (2015) - Kiradech Aphibarnrat - Matthew Baldwin - Seve Benson - Lucas Bjerregaard - Thomas Bjorn - Richard Bland - Grégory Bourdy - Gary Boyd - Eamonn Brady - Kristoffer Broberg - Daniel Brooks - Rafa Cabrera Bello - Jorge Campillo - Alejandro Cañizares - Johan Carlsson - Magnus A. Carlsson - SSP Chowrasia - Darren Clarke - George Coetzee - Nicolas Colsaerts | - Matthew Cort - Rhys Davies - Eduardo de la Riva - Robert Dinwiddie - Andrew Dodt - Luke Donald (2011, 2012) - Jamie Donaldson - Bradley Dredge - Scott Drummond (2004) - David Drysdale - Victor Dubuisson - Simon Dyson - Pelle Edberg - Nacho Elvira - Edouard Espana - Ben Evans - Niclas Fasth - Darren Fichardt - Trevor Fisher Jr - Oliver Fisher - Ross Fisher - Matthew Fitzpatrick - Tommy Fleetwood - Matt Ford - Mark Foster | - Graham Fox - Marcus Fraser - Stephen Gallacher - Ricardo Gouveia - Richard Green - Sébastien Gros - Joachim B Hansen - Soren Hansen - Peter Hanson - Tyrrell Hatton - Grégory Havret - Benjamin Hebert - Scott Hend - David Higgins - Michael Hoey - Nathan Holman - David Horsey - David Howell (2006) - Greig Hutcheon - Mikko Ilonen - Raphaël Jacquelin - Thongchai Jaidee - Scott Jamieson - Jin Jeong - Miguel Angel Jiménez (2008) | - Andrew Johnston - Roope Kakko - Rikard Karlberg - Robert Karlsson - Martin Kaymer - Simon Khan (2010) - Maximilian Kieffer - Søren Kjeldsen - Russell Knox - Mikko Korhonen - Joakim Lagergren - Pablo Larrazábal - Paul Lawrie - Craig Lee - Soomin Lee - Alexander Levy - Haotong Li - Thomas Linard - David Lingmerth - David Lipsky - Mike Lorenzo-Vera - Jamie Lovemark - Shane Lowry - Joost Luiten - Morten Ørum Madsen | - Matteo Manassero (2013) - Graeme McDowell - Paul McGinley - Prom Meesawat - Edoardo Molinari - Francesco Molinari - Colm Moriarty - James Morrison - Alex Norén - Thorbjørn Olesen - Hennie Otto - Chris Paisley - Renato Paratore - John Parry - Eddie Pepperell - Thomas Pieters - Haydn Porteous - Julien Quesne - Alvaro Quiros - Richie Ramsay - Robert Rock - Brett Rumford - James Ruth - Jason Scrivener - Marcel Siem | - Jeev Milkha Singh - Lee Slattery - Matthew Southgate - Gary Stal - Richard Sterne - Brandon Stone - Graeme Storm - Andy Sullivan - Jaco van Zyl - Borja Vitro Astudillo - Anthony Wall - Jeunghun Wang - Marc Warren - Romain Wattel - Steve Webster - Lee Westwood - Bernd Wiesberger - Danny Willett - Oliver Wilson - Chris Wood - Guy Woodman - Gareth Wright - Ashun Wu - Y.E. Yang - Fabrizio Zanotti |

2010 · 
2011 · 
2012 · 
2013 · 
2014 · 
2015 ·
2016